# ویلیام کپل (نظامی)
ویلیام کپل (انگلیسی: William Keppel؛ ۵ نوامبر ۱۷۲۷ – March 1782) فرد نظامی اهل بریتانیا بود.